# Undret i Varberg
Undret i Varberg syftar på hur det svenska herrlandslaget i tennis i Europafinalen i Davis Cup 1946 mot Jugoslavien sensationellt lyckades vända ett hotande nederlag till seger.
Tennisfinalen spelades utomhus på grusbanorna i Varberg 14-17 juli. För Sverige spelade 26-åringen Torsten Johansson och den betydligt mindre erfarne Lennart Bergelin som nyss fyllt 21 år. För Jugoslavien spelade Josip Palada och Dragutin Mitic. Efter första dagens singlar ledde jugoslaverna med 2-0 i matcher och behövde bara vinna en av de återstående tre matcherna för att ta hem segern. Spelarna möttes dagen därpå i dubbeln, varvid jugoslaverna tog ledningen med 2-1 i set sedan svenskarna vunnit det första. Inför ett sannolikt nederlag begärde den svenska lagledaren Curt Östberg paus, varefter regn omöjliggjorde fortsatt spel. Bergelin och Johansson kom när regnet upphört ut till fortsatt spel med stor beslutsamhet och lyckades vända till seger med 3-2.   
Inför den tredje speldagen ledde det jugoslaviska laget med 2-1 i matcher. I den första singelmatchen besegrade Johansson Palada i tre raka set. Matchen var nu utjämnad till 2-2 i antal vunna matcher och den sista matchen skulle bli avgörande. Den unge Bergelin mötte där den 8 år äldre välmeriterade "Koppartornet" Mitic som tog ledningen med 2 set mot 0. Ett nederlag tycktes oundvikligt för Bergelin, när denne höjde sitt spel och vann de två följande seten. I det avgörande femte setet lyckades Bergelin ta ledningen med 3-1 i game. Mitic gav sig emellertid inte och matchavslutningen blev en spännande duell mellan de båda allt tröttare spelarna. Mitic tog ledningen med 8-7 och hade dessutom 30-0 i Bergelins serve. Bergelin, som själv ansattes av kramp, visade sig dock vara starkare än Mitic som i det skedet kroknade och inte lyckades vinna mer än en boll ytterligare. Bergelins segersiffror blev 5-7, 3-6, 6-3, 6-1, 10-8.
Segern innebar att det svenska laget i september samma år fick åka över till USA och där spela interzonfinal mot det amerikanska DC-laget med världsstjärnorna Frank Parker och Jack Kramer. Svenskarna förlorade det mötet med 0-5.  